# Лахар
Лахар је је тип блатног тока или тока дробине, састављеног од пирокластичног материјала, дробине стена и воде. Овај материјал се креће од вулкана, обично речном долином.

## Опис
Лахар је индонежанска реч која означава вулканске блатне токове или токове дробине. Лахари имају исту чврстину и вискозитет, и веома сличну густину као бетон: док теку, они су течни, чим се зауставе постају чврсти. Лахари могу формирати своју путању, без обзира на то да ли је она већ предиспонирана неком структуром. Ова чињеница отежава могућност предвиђања смера и брзине кретања ових токова. Вискозитет лахара се смањује са временом и количином кише, мада блато очвршћава убрзо након заустављања тока.